# Riaza
Riaza – gmina w Hiszpanii, w prowincji Segowia, w Kastylii i León, o powierzchni 149,49 km². W 2011 roku gmina liczyła 2489 mieszkańców.